# Bruce J. McFarlane
Bruce John McFarlane (* 1. Juli 1936; † 11. Dezember 2022 in Christchurch, Neuseeland) war ein australischer Wirtschaftswissenschaftler und Hochschullehrer.

## Leben und Wirken
Bruce J. McFarlane legte an der University of Sydney den Master of Economics ab und wurde 1963 zunächst Research Fellow und später Lecturer an der Australian National University in Canberra.  Von 1963 bis 1972 war er Reader an der University of Adelaide. 1976 wurde er Professor für Politikwissenschaft an der University of Adelaide.
Zu seinen Arbeitsschwerpunkten gehörten die Geschichte des ökonomischen Denkens und die Ökonomie des Sozialismus. Einer seiner Schüler war Peter D. Groenewegen.

## Schriften
- The Soviet rehabilitation of N. A. Voznesenky – Economist and planner. In: Australian Outlook. Band 16, August 1964, S. 151.
- mit Helen Hughes, Marian Gough, George Rupert Palmer: Queensland. Industrial Enigma. Melbourne University Press, Melbourne 1964, OCLC 559658382
- Professor Irvine’s economics in Australian labour history 1913–1933. Australian Society for the Study of Labour History, Canberra 1966, OCLC 12172626.
- Economic policy in Australia. The case for reform. Cheshire, Melbourne 1968, OCLC 245202.
- mit Edward Lawrence Wheelwright: The Chinese road to socialism. Economics of the cultural revolution. Penguin, Harmondsworth 1973, ISBN 0-1402-1648-0.
- mit Robert Catley: From tweedledum to tweedledee. The new Labor government in Australia, a critique of its social model. Australia and New Zealand Book, Sydney 1974, ISBN 0-85552-022-1.
- Radical economics. Croom Helm, London 1982, ISBN 0-7099-1733-3.
- mit Peter Limqueco (Hrsg.): Neo-Marxist theories of development. Croom Helm, London 1983, ISBN 0-7099-1641-8.
- mit Robert Catley: Australian capitalism in boom and depression. 2. Auflage. Alternative Publishing Cooperative, Chippendale 1983, ISBN 0-909188-72-6.
- mit Neville Maxwell (Hrsg.): China’s changed road to development. Pergamon, Oxford/New York 1984, ISBN 0-08-030850-3.
- mit Melanie Beresford: A manual of political economy. Karrel, Quezon City 1985, ISBN 971-1033-05-4.
- Yugoslavia. Politics, Economics, and Society. Pinter, London 1988, ISBN 0-86187-452-8.
- mit Peter Limqueco, Jan Odhnoff: Labour and industry in ASEAN. Journal of Contemporary Asia Publishers, Manila 1989, ISBN 0-7316-8015-4.
- mit Peter D. Groenewegen: A History of Australian Economics Thought. Routledge, London 1990, ISBN 0-415-02123-5.
- mit Roger Ottewill: Effective Learning and Teaching in Business and Management. Kogan, London 2001, ISBN 0-7494-3448-1.